# Apple Valley Estates
Apple Valley Estates es un área no incorporada ubicada en el condado de Tuolumne en el estado estadounidense de California.

## Geografía
Apple Valley Estates se encuentra ubicada en las coordenadas 38°0′40″N 120°19′44″O / 38.01111, -120.32889.